# 3949 Mach
3949 Mach је астероид главног астероидног појаса чија средња удаљеност од Сунца износи 2,208 астрономских јединица (АЈ).
Апсолутна магнитуда астероида је 13,3.